# Condylostylus latipennis
Condylostylus latipennis är en tvåvingeart som beskrevs av Octave Parent 1941. Condylostylus latipennis ingår i släktet Condylostylus och familjen styltflugor. Inga underarter finns listade i Catalogue of Life.